# Setophaga flavescens
Setophaga flavescens là một loài chim trong họ Parulidae.